# Un drame à quatre sous
Pour les articles homonymes, voir Peter Voss, der Millionendieb.
Pour plus de détails, voir Fiche technique et Distribution.
Un drame à quatre sous (Peter Voß, der Millionendieb) est un film allemand réalisé par Ewald André Dupont sorti en 1932.
Il s'agit d'une adaptation du roman du même nom d'Ewald Gerhard Seeliger (de).

## Synopsis
Alors que le riche M. Pitt annonce un montant de millions, la banque Schilling & Co. est menacé par la faillite. C'est pourquoi le représentant autorisé Peter Voss simule une effraction, un vol de deux millions de marks. Il veut se cacher maintenant jusqu'à ce que les parts de marché augmentent à nouveau.
Le célèbre détective Bobby Dodd est chargé de clarifier l'affaire. Accompagné de la fille du millionnaire Polly Pitt, il part à la recherche de Peter Voß. Commence une chasse à l'homme autour du monde, avec Bobby Dodd et Polly tout près du voleur présumé millionnaire, qui parvient toujours à échapper.
En chemin, Polly tombe amoureuse de Peter Voß. Sur un cargo, il fait la connaissance de Madame Bianca et de son groupe de ballet. Il l'accompagne à Marseille et y travaille en tant que pianiste dans un bar du port. Au Maroc, il apprend enfin que les cours des actions se sont redressés. Le banquier Schilling peut maintenant obtenir l’argent dont il a besoin pour payer Pitt en vendant ses titres. Lorsque Dodd met finalement la main sur Voss, il s'avère que rien n'a été volé. Voss rentre chez lui en héros avec son épouse Polly et devient associé de la banque de Schilling.

## Fiche technique
- Titre français : Un drame à quatre sous ou Le Voleur de millions ou La Chasse aux millions[1]
- Titre original : Peter Voß, der Millionendieb
- Réalisation : Ewald André Dupont assisté de Nino Ottavi
- Scénario : Ewald André Dupont, Bruno Frank, Albrecht Joseph
- Musique : Peter Kreuder
- Direction artistique : Ludwig Reiber, Willy Reiber (de)
- Costumes : Max Michael Oswald
- Photographie : Friedl Behn-Grund
- Son : Max Brenzinger, Mauricio Dietrich, F.W. Dustmann
- Production : Karl Grune
- Sociétés de production : Emelka
- Société de distribution : Bayerische Filmgesellschaft-m-b-H
- Pays de production :  République de Weimar
- Langue : allemand
- Format : Noir et blanc - 1,37:1 - Mono - 35 mm
- Genre : Comédie
- Durée : 104 minutes
- Dates de sortie :
  - République de Weimar : 22 mars 1932.
  - Royaume de Hongrie : 31 décembre 1932.
  - France : 30 août 1935[1].

## Distribution
- Willi Forst : Peter Voß
- Alice Treff (de) : Polly
- Paul Hörbiger : Bobby Dodd
- Ida Wüst : Madame Bianca
- Otto Wernicke : Pitt
- Hans Hermann Schaufuß : Schilling
- Edith d'Amara : La secrétaire de Schilling
- Johannes Roth : L'asthmatique
- Josef Eichheim (de) : Plaschke
- Will Dohm (de) : le serveur de la boîte de nuit
- Willi Schaeffers (de) : L'Arabe
- Gregori Chmara : Le Pacha
- Luise Werckmeister (de) : Le sous-officier féminin
- Aenne Goerling : La chanteuse
- Therese Giehse : La femme de ménage
- Kurt Horwitz : Le premier courtier
- O. E. Hasse : Le deuxième courtier
- Henri Hertsch : Le troisième courtier
- Erika Mann : Le premier guide
- Rudolf Amendt : Le deuxième guide
- Fritz Schlenk : Le commissaire de bord
- Reinhold Bernt (de) : Le marchand de journaux
- Max Schreck : Karl, un marin
- Rose Rauch : Une chanteuse

### Autres adaptations
- L'Extravagant Millionnaire (Peter Voß, der Millionendieb), film sorti en 1946
- Peter Foss, le voleur de millions (Peter Voss, der Millionendieb), film sorti en 1958
- Peter Voss, le voleur de millions (Peter Voss, der Millionendieb), série télévisée diffusée en 1977